# Astragalus strictilobus
Astragalus strictilobus är en ärtväxtart som beskrevs av Rupert Charles Barneby. Astragalus strictilobus ingår i släktet vedlar, och familjen ärtväxter. Inga underarter finns listade i Catalogue of Life.